# Cornelisgracht
De Cornelisgracht is een kanaal in de Nederlandse provincie Overijssel.
De Cornelisgracht loopt van de Bovenwijde in Giethoorn via het Kanaal Beukers-Steenwijk naar de Walengracht, die de verbinding vormt tussen het Giethoornsche Meer en de Beulakerwijde. Het kanaal kruist in Giethoorn het Binnenpad en de Dorpsgracht en loopt in westelijke richting door de Polder Giethoorn en het natuurgebied De Wieden. Oorspronkelijk deed de Cornelisgracht dienst als transportweg voor het vervoer van turf uit het gebied. Op een zeventiende-eeuwse kaart van Nicolaas ten Have staat de Cornelisgracht (als Cornelis Harmszsloot) ingetekend als een van de vier waterverbindingen naar het Giethoornsche Meer. Min of meer evenwijdig aan de Cornelisgracht loopt ten zuiden ervan de Suydergraft (Zuidergracht of Jan Hozengracht) en lopen ten noorden ervan de Bouwerssloot (Bouwersgracht) en de Tijsjessloot (Thijssengracht). De Cornelisgracht is - evenals de drie andere grachten - genoemd naar de toenmalige eigenaar. De kanalen werden later verbonden door de Dwarsgracht. De Cornelisgracht doet dienst ten behoeve van de recreatieve pleziervaart en is onderdeel van het stelsel van vaarwegen in Noordwest-Overijssel.

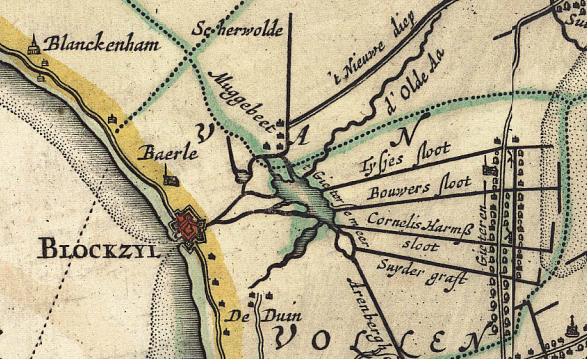
Detail van een 17e-eeuwse kaart van Overijssel door Nicolaas ten Have, deze kaart dateert uit 1690, maar is een kopie van een kaart uit 1642
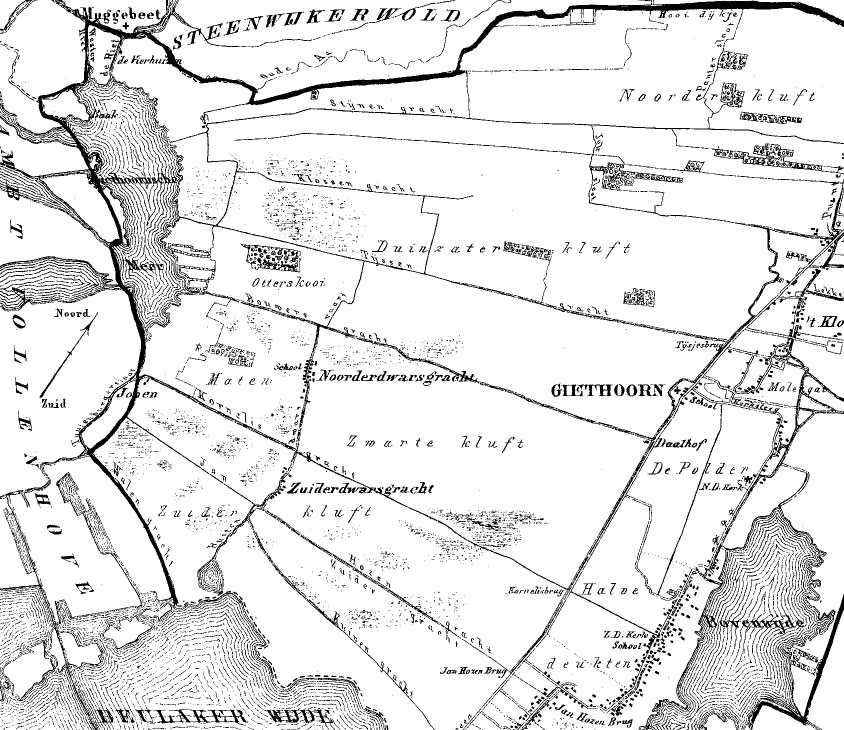
Detail een kaart uit de gemeenteatlas van Jacob Kuyper, omstreeks 1865-1870
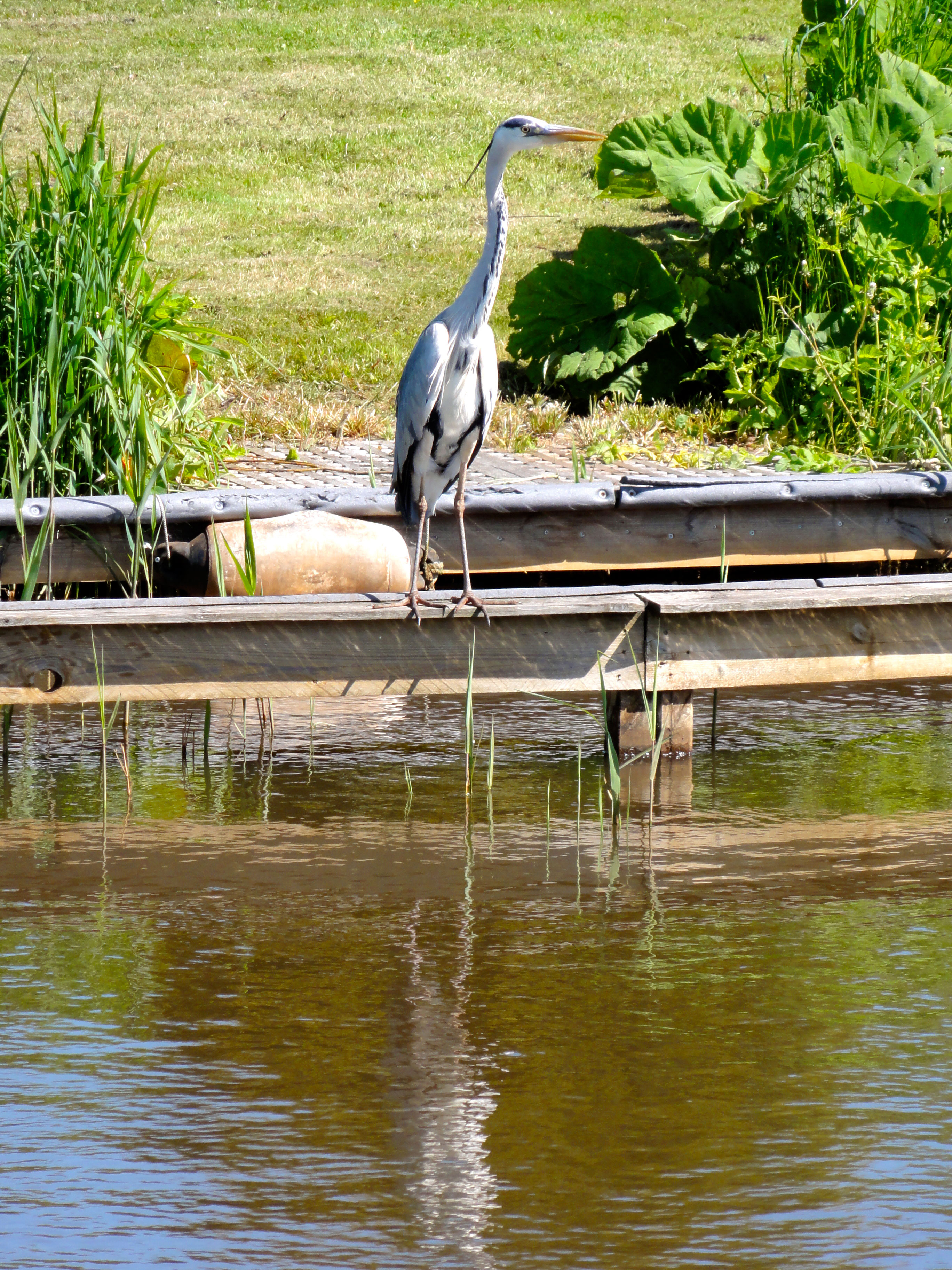
Reiger aan de Cornelisgracht nabij Giethoorn